# Pseudothelepus oligocirra
Pseudothelepus oligocirra är en ringmaskart som först beskrevs av Schmarda 1861.  Pseudothelepus oligocirra ingår i släktet Pseudothelepus och familjen Terebellidae. Inga underarter finns listade i Catalogue of Life.